# Arno Hilf
Arno Hilf   (Bad Elster, 14 de març de 1858 - Bad Elster, 2 d'agost de 1909) era un virtuós de violí alemany. Estava de Concertmestre del Gewandhausorchester de Leipzig i primer violinista del Quartet Gewandhaus.
Arno Hilf provenia d'una família de músics. Va néixer el 1858 com a fill d'un músic a Bad Elster. El seu germà Robert Hilf (1859-1911), el seu oncle Christian Adam Arno Hilf i Christoph Wolfgang Hilf i els seus cosins Oskar Korndörfer i Ernst Korndörfer també van ser músics i van tocar tots a l'Orquestra Gewandhaus.
Va rebre lliçons de violí del seu oncle Christian Adam Arno Hilf i lliçons de piano del seu pare. Al conservatori de Leipzig va estudiar de 1872 a 1876 amb Ferdinand David, Julius Röntgen i Henry Schradieck. De 1878 a 1888 va treballar com a segon director de concert al teatre Bolshoi i professor del Conservatori de Moscou. De 1878 a 1885 es va fer càrrec del segon violí al Quartet de la "Russian Music Society" i de 1880 a 1915 al "Quartet Hřímalý" de Moscou.
Després va tornar a Alemanya i es va convertir en director de direcció de la banda de cort a Sondershausen i professor del conservatori local. De 1889 a 1891 fou mestre de concerts del "Gewandhausorchester" Leipzig i alhora de primarius del quartet Gewandhaus. A més, fou des del 1892 primer professor de violí al conservatori de Leipzig. Entre els seus estudiants notables com Walter Bach, Clemens Meyer, Gabriel del Orbe, Heinrich Schachtebeck, Gustav Schmidt i Hans Stieber.